# Azzo VII d’Este
Azzo VII d’Este (ur. ok. 1205/1210, zm. 17 lutego 1264) – senior Ferrary w latach 1215-1222, 1240-1264.

## Życie
Azzo VII był synem Azza VI d’Este i jego żony Aix de Châtillon. W 1215 roku objął marchię esteńską po śmierci starszego brata Aldobrandina I. W 1217 roku został signorem Ankony, w 1236 podestą w Vicenzy. W 1240 roku Azzo wypędził z Ferrary Salinguerra Torreli i został signorem Ferrary. W latach 1247–1253 sprawował funkcję podesty Mantui.
Syn Azza Rinaldo I został w 1238 roku wraz z żoną Adelasią da Romano uwięziony w Apulii przez cesarza Fryderyka II. Około 1247 roku urodził mu się w więzieniu ze związku pozamałżeńskiego syn Obizzo. W 1251 roku Rinaldo wraz z żoną zostali zamordowani z rozkazu cesarza. Obizzo przebywał przez jakiś czas wraz z matką w Rawennie, po jej śmierci w Adriatyku został przygarnięty przez dziadka, który nie miał męskiego potomka. Przed śmiercią Azzo VII, chcąc zapewnić wnukowi następstwo władzy w Ferrarze, wyznaczył jego opiekunem Aldingherego de Fontana. Zmarł 17 lutego 1264 roku i został pochowany w kościele San Francesco w Ferrarze.
Na dworze Azza VII śpiewał i tworzył jeden z ostatnich trubadurów włoskich, Ferrarino da Ferrara, autor zbioru liryków prowansalskich Florilegio i ułożonej w 1254 roku antologii poezji trubadurów prowansalskich, znanej jako Canzoniere.

## Rodzina
Azzo VII poślubił około 1221 roku bliżej nieznaną Joannę (zm. w 1233 roku), z którą niał czworo dzieci:
- Rinalda
- Beatrycze
- Konstancję
- i Cubitosę[1]

Po raz drugi Azzo VII poślubił w 1238 roku Mabilię Pallavicini, córkę Guido Pallaviciniego.